# Рынки Москвы
Ры́нки Москвы́ — перечень действующих розничных рынков в Москве. Их деятельность регулируется Федеральным законом № 271-ФЗ «О розничных рынках и о внесении изменений в Трудовой кодекс Российской Федерации» от 30 декабря 2006 года.

## История
Некоторые торговые площади в Москве были известны, начиная с XIII—XVI веков. Уже в XVII веке были известны Птичий рынок в недрах Охотного ряда (впоследствии перемещённый на Трубную площадь и просуществовавший там до 1924 года) и Вербный торг на Красной площади. В конце XVIII века начали работу Немецкий, Болотный и Полянский рынки, в XIX веке — Сухаревский и Смоленский рынки.
После революции 1917 года многие старинные торговые точки, площади и частные лавки прекратили своё существование, в то же время, с началом эпохи НЭПа стали появляться колхозные рынки нового образца. Во времена СССР и в 1990-е годы главной задачей розничных рынков было преодоление товарного дефицита. Начиная с 2000-х годов, они постепенно преобразовывались в многофункциональные инфраструктурные объекты, отвечающие современным санитарно-техническим нормам и требованиям безопасности.
По данным на 2019 год, в Новой Москве действует 25 сельскохозяйственных, специализированных и универсальных рынков. Часть крупных рынков, известных в советскую и постсоветскую эпоху (например, Черкизовский, Басманный, Матвеевский, ярмарка в Лужниках, Калитниковский птичий рынок), были ликвидированы в 2000—2010-е годы, другие («Горбушка», Савёловский рынок) — преобразованы в торговые центры современного формата.

## Центральный административный округ

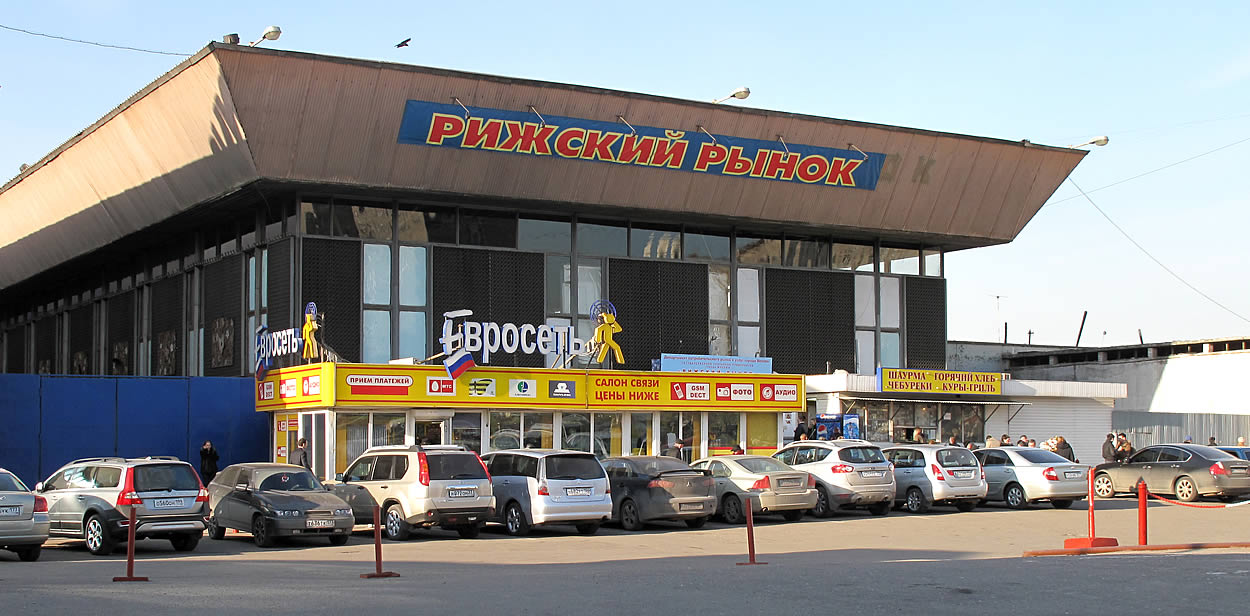
Рижский рынок, 2009 год

### Рижский рынок
Адрес: проспект Мира, 88, строение 1

Расположен на проспекте Мира, рядом со станцией метро «Рижская» и Рижским вокзалом. Основан в 1982 году, в годы перестройки был центром зарождающегося кооперативного движения, в 1990-е годы стал известен как центр торговли аудиоаппаратурой и электроникой. Радиорынок просуществовал до 2012 года, в настоящее время основными товарами на Рижском рынке стали цветочная и сельскохозяйственная продукция. На 2019 год запланирована реконструкция торгового комплекса.

## Северный административный округ

### Ленинградский рынок
Адрес: Часовая улица, 11/3, строение 1

Существует с 1963 года. В советское время был важным центром торговли продуктами питания: фруктами, овощами, кондитерскими изделиями, мясными и молочными продуктами. В 1990-е годы оставался государственным унитарным предприятием, приватизирован в 2003-м, реконструировался в 2006/07 и в 2010 годах. В 2017 году модернизирован, в нём открыли кафе, магазины, торговые точки с фермерскими продуктами и блюдами национальной кухни, выпечкой, крафтовым пивом, деликатесами и сувенирами.

### Коптевский рынок
Адрес: Коптевская улица, 24

Основан в 1949 году как колхозный рынок под открытым небом, состоящий из деревянных павильонов. До 2014 года находился в собственности города, в 2014-м был приобретён группой компаний «Ветерок». В конце 2017 года началась реконструкция рынка, старые деревянные палатки заменили на тентовые, начались переговоры о строительстве капитального здания. По состоянию на 2019 год, Коптевский рынок представляет собой комплекс одноэтажных зданий с 400 торговыми точками, гостиницей для фермеров и собственной санитарно-эпидемиологической службой. Основными товарами остаются сезонные овощи и фрукты, фермерские товары, свежее мясо, рыба, молочные продукты.

## Северо-Восточный административный округ

### Лианозовский рынок
Впервые колхозный рынок в Лианозово появился в послевоенные годы: в то время на нём торговали только местные жители и колхозники из окрестных сёл. Рынок просуществовал до 1960-х годов. Современный Лианозовский рынок ведёт свою историю с 1960-х годов, когда посёлок Лианозово вошёл в черту Москвы: на протяжении долгих десятилетий сюда ездили за недорогими продуктами питания жители из соседних районов и ближайшего Подмосковья. В 2017 году, в связи с планами по строительству транспортно-пересадочного узла рядом с железнодорожной платформой «Лианозово» стала распространяться информация о возможном закрытии и сносе рынка, в 2018-м слухи опроверг мэр Москвы Сергей Собянин. По состоянию на 2019 год, рынок продолжает свою работу как сельскохозяйственный.

### Северный рынок
Адрес: улица Лётчика Бабушкина, 30, строение 1

Сельскохозяйственный рынок на северо-востоке Москвы. С 2014 года является собственностью группы компаний «Ветерок». На нём представлена продукция из более чем 20 регионов России. Наибольшей популярностью среди покупателей пользуются сезонные овощи и фрукты.

## Восточный административный округ

### Новокосинский рынок
Адрес: Суздальская улица, 25А

Универсальный рынок в районе Новокосино, существует с начала 1990-х годов. В 2018-м из-за Чемпионата мира по футболу начаты работы по преобразованию рынка в современный крытый торговый центр. Окончание строительства запланировано на конец 2019 года.

### Преображенский рынок
Адрес: улица Преображенский Вал, 17

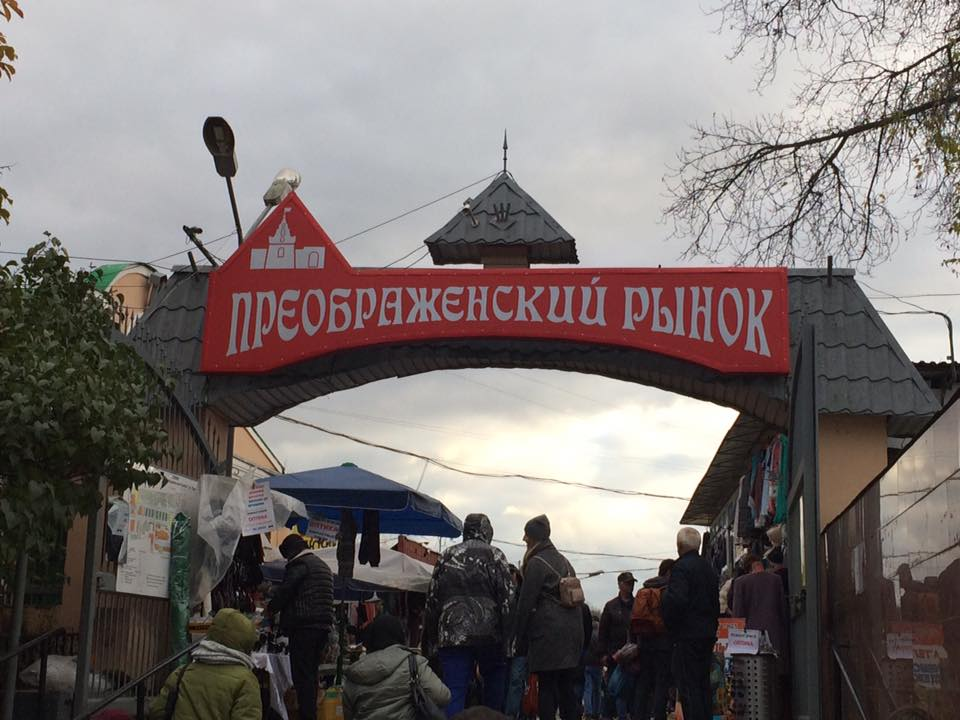
Вход на Преображенский рынок, 2017

Основан в 1932 году на месте снесенных келий старообрядческого Преображенского монастыря, продолжал работу в годы Великой Отечественной войны, когда возможность обменять личные вещи на продукты на Преображенском рынке спасла от голода многих москвичей. С 1990-х годов рынок продолжил работу как унитарное предприятие. В 2000-е поднимался вопрос о его возможном закрытии либо переносе в связи с возобновлением деятельности монастырской общины. В 2011-м земля под рынком была исключена из собственности монастыря, ходили слухи о возможном строительстве на его территории жилого комплекса. По состоянию на 2019 год, Преображенский рынок продолжает свою работу. На нём продаются продукты питания (свежие мясо и рыба, сезонные овощи, фрукты, ягоды, грибы), бытовая химия, посуда, цветы, по выходным дням действует барахолка
.

## Юго-Восточный административный округ

### Оптово-розничный рынок «Садовод»
Адрес: 14-й километр МКАД, здание 2

Универсальный рынок в районе Капотня, один из главных центров оптово-розничной торговли в Москве. Включает в себя торговые центры «Садовод», «Салют» и «Птичий рынок», вещевые ряды, торговые ряды «Меха и кожа», «Ковровый», «Текстиль», павильон «Садовый центр». Основные направления торговли: одежда и обувь, домашние животные, ковры, текстиль, товары для дома, охоты, рыбалки, дачников и огородников.

### Барс-2
Адрес: Новочеркасский бульвар, 5

Продуктовый рынок в районе Марьино, специализирующийся на сельскохозяйственной продукции. Овощи, фрукты, мясо, рыба и молоко ежедневно проверяются специалистами Государственной лаборатории ветеринарно-санитарной экспертизы.

### Люблинский рынок
Адрес: Люблинская улица, 10/12

Сельскохозяйственный рынок в районе Текстильщики, построенный в начале 1960-х годов. Изначально назывался Ждановским, затем — Таганским. В советское время на нём продавалась продукция из близлежащих колхозов и личных хозяйств. В 1990-е годы неоднократно надстраивался. В 2009-м старое капитальное здание рынка было снесено, на его месте возникли новые стихийные постройки. В октябре 2017 года распространилась информация о закрытии Люблинского рынка в рамках борьбы с самостроем, часть некапитальных объектов была разобрана. Руководитель департамента торговли и услуг Москвы Алексей Немерюк опроверг планы по сносу рынка, на 2018/19 годы намечена его реконструкция.

### Велозаводский рынок
Адрес: улица Велозаводская, 13

Один из старейших рынков Москвы, построен в 1932 году и реконструирован в 1973-м. В 2018 году открылся после масштабной реконструкции. На территории торгового комплекса действуют фруктовые и овощные ряды, рыбные магазины, цветочный рынок, хлебные павильоны, работает фудкорт. С 1 марта 2025 года закрыт.

## Южный административный округ

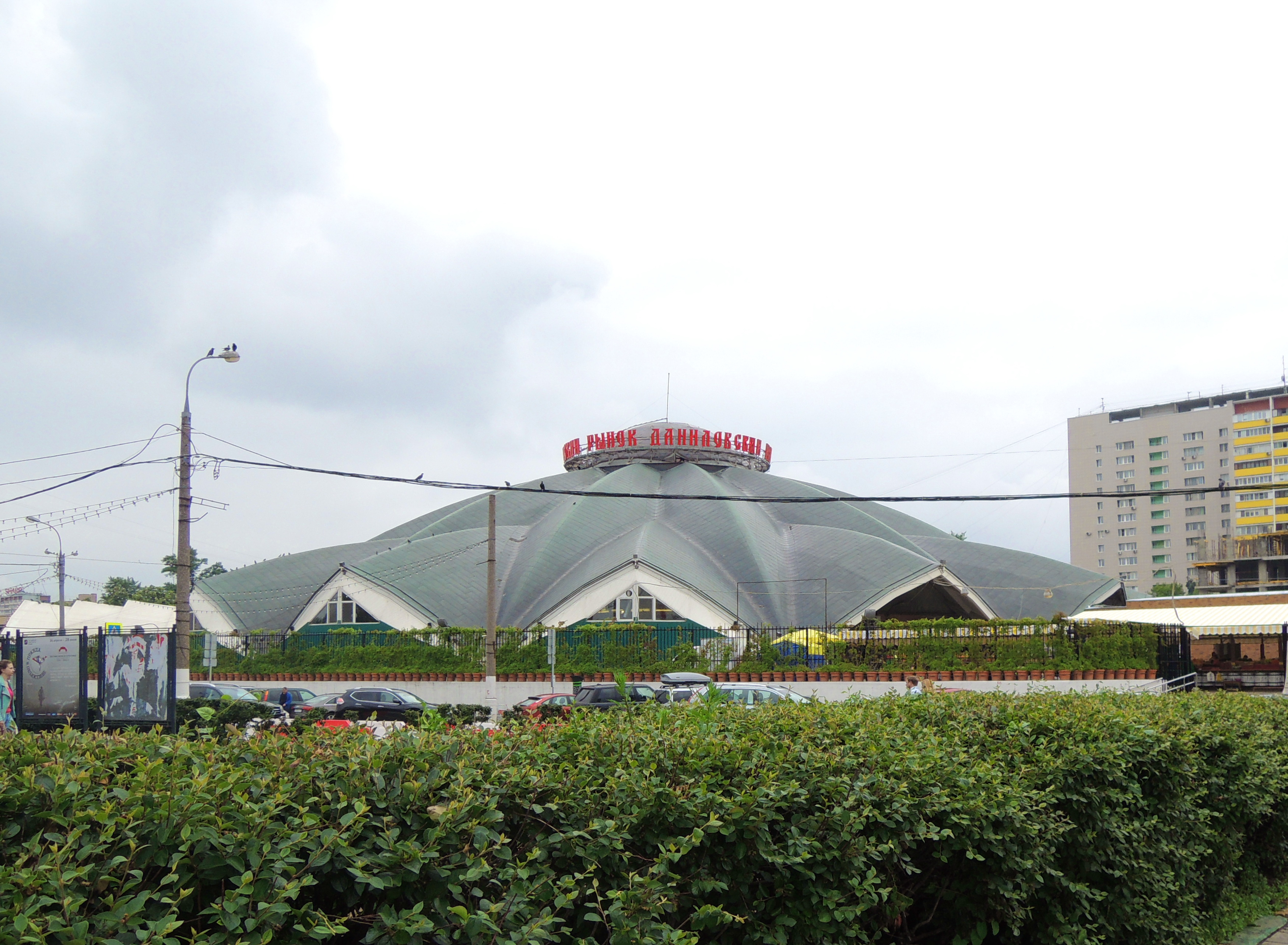
Даниловский рынок, 2015 год

### Даниловский рынок
Адрес: Мытная улица, 74

Основан в 1963 году как колхозный рынок на месте исторической торговой площади, существовавшей с XIII века, получил название по Даниловому монастырю. Современное здание построено в 1986 году. После масштабной реконструкции в 2010-е годы рынок представляет собой современный торгово-развлекательный комплекс, оснащённый торговыми рядами, магазинами, кафе, ресторанами и площадками для культурных мероприятий.

### Москворецкий рынок
Адрес: Симферопольский бульвар, 11/12

Сельскохозяйственный рынок в Нагорном районе. Основан в 1956 году, в 1990-е годы приватизирован. В 2015 году реконструирован. Является одним из самых дешёвых в столице, наибольшим спросом пользуются сезонные овощи и фрукты. Отличается плохим содержанием, довольно грязный. Действует фудкорт из 20 ресторанов авторской кухни, работают аптеки, магазины промтоваров и бытовой химии, салоны связи, проводятся городские праздники и фестивали.

### Царицынский рынок
Адрес: Каспийская улица, 36

Основан в 1992 году. Изначально работал как универсальная продуктовая точка для жителей московских районов Царицыно, Орехово и Бирюлёво. В 2002 году стал местом известного погрома с участием представителей националистических группировок, в ходе которого погибло три человека. По состоянию на 2019 год, Царицынский рынок представляет собой типовое двухэтажное здание, под торговлю продуктами питания отведён первый этаж. Основные товары — фрукты, овощи, мясная, рыбная и молочная продукция, фермерские товары, зелень, специи.

## Юго-Западный административный округ

### «Бор-1»
Адрес: площадь у станции метро «Новоясеневская»

Расположен в районе Ясенево, у станции метро «Новоясеневская». Специализируется на торговле продуктами питания и стройматериалами.

### Калужская сельскохозяйственная ярмарка
Адрес: пересечение Новоясеневского проспекта и Профсоюзной улицы

Сельскохозяйственная ярмарка в Ясенево. Специализация — торговля продуктами питания.

### Рынок «Тёплый Стан»
Адрес: улица Тёплый Стан, 1Б, строение 1-7

Расположен в районе Тёплый Стан возле одноимённой станции метро. Представляет собой крытый павильон с продуктовыми рядами и прилегающими к ним киосками. Основные товары — сезонные продукты питания, также на рынке можно встретить экзотические фрукты из Юго-Восточной Азии.

### Новоясеневский рынок
Адрес: Новоясеневский проспект, 1

Сельскохозяйственный рынок, существующий с 2000-х годов, один из самых дешёвых на юге Москвы. Основные товары: овощи, фрукты, ягоды, мясная и молочная продукция. В окрестностях рынка работает несколько кафе среднеазиатской кухни

### Черёмушкинский рынок
Адрес: улица Вавилова, 64/1, строение 1

Продуктовый рынок на пересечении улицы Вавилова и Ломоносовского проспекта. Открыт в 1962 году при личном присутствии Виктории и Леонида Брежневых, бывших его постоянными покупателями. В 2000-е и в 2010-е годы рынок неоднократно закрывался, выдвигались планы по его сносу и строительству на его территории современного торгового комплекса, свёрнутые из-за проблем с собственниками и финансированием. В 2017/18-м в ходе реконструкции преобразован в торгово-гастрономический центр с фудкортом, торговыми рядами и кулинарными лавками, ставший регулярным местом проведения тематических мероприятий.

## Западный административный округ

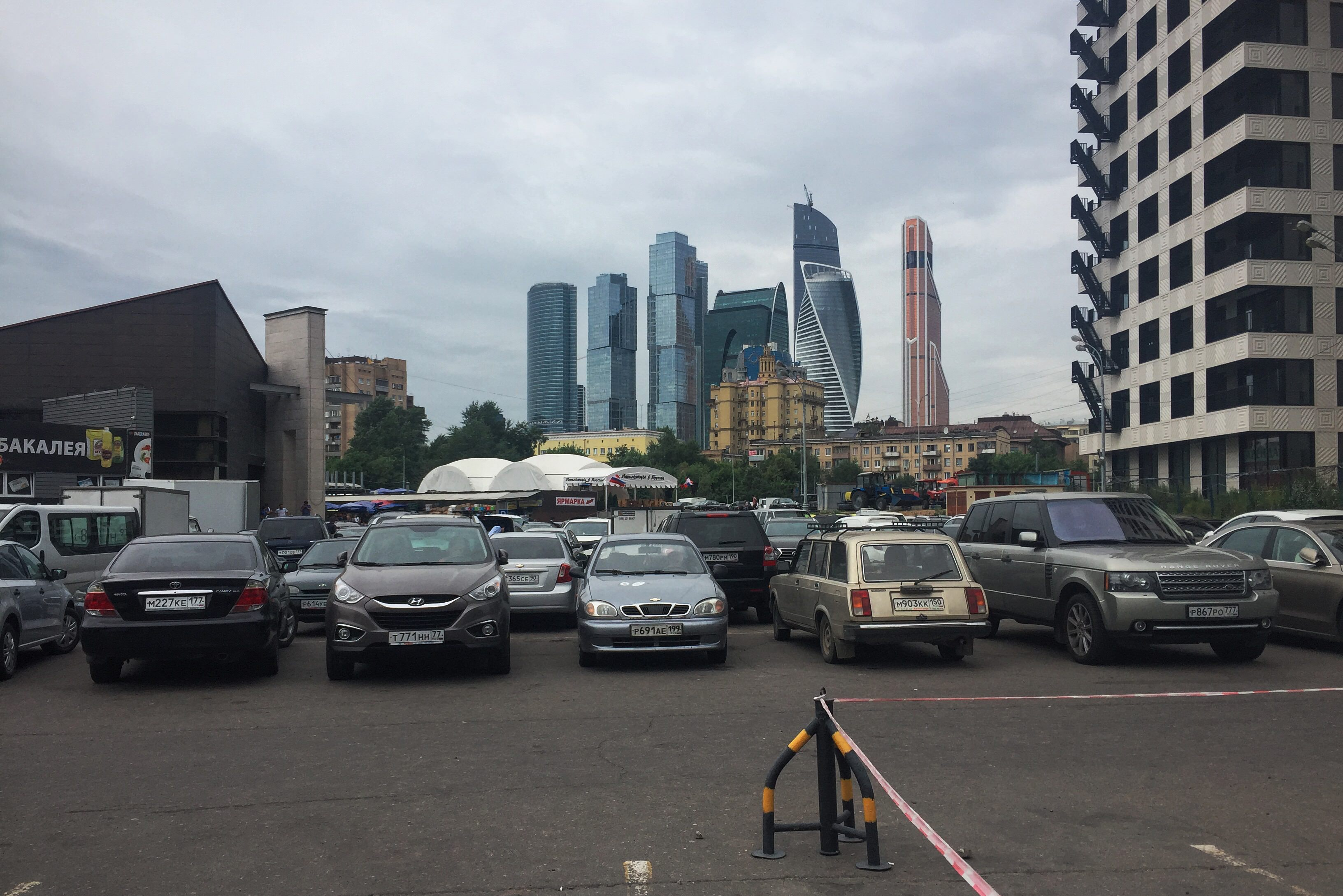
Дорогомиловский рынок, вид со стороны улицы Можайский Вал, 2016 год

### Дорогомиловский рынок
Адрес: улица Можайский Вал, 10

Один из главных продуктовых рынков Москвы, расположенный рядом с Киевским вокзалом. Создан в 1932 году. Реконструировался в 1999-м и 2016-м. В 2002, 2004 и 2007 годах награждался грамотами правительства Москвы как лучший рынок города. Дорогомиловский рынок известен как популярное место среди рестораторов. Несмотря на относительно высокие цены, он сохраняет спрос благодаря высокому качеству продукции и уровню сервиса. На нём действуют магазины для льготных категорий населения, доставка продуктов, ветеринарная служба. С 2013 года на его территории проходит ежегодный фестиваль продуктов Moscow City Bazar.

### Кунцевский рынок
Адрес: улица Маршала Неделина, 19

Универсальный рынок на западе столицы в районе Кунцево. Представляет собой крытый одноэтажный павильон с прилегающими к нему прилавками. В 2018 году Сергей Собянин заявил о планах реконструкции Кунцевского рынка, по состоянию на 2019-й, работы не начаты.

### Солнцевский рынок
Адрес: улица Щорса, 5Б

Сельскохозяйственный рынок в районе Солнцево на западе Москвы. Специализация: торговля продуктами питания.

## Троицкий административный округ
На территории Троицкого административного округа действует два универсальных рынка — «Магазин Центральный» на Октябрьском проспекте города Троицка и «Свеал» на территории посёлка Новофёдоровское, а также один сельскохозяйственный — «САМПО» в посёлке Воскресенское.